# Moreira (La Estrada)
San Miguel de Moreira es una parroquia del norte del ayuntamiento de La Estrada, en la provincia de Pontevedra, Galicia (España). En 2020 contaba con una población de 324 habitantes.
Limita con las parroquias de Barbud, Aguiones, Lagartones, Callobre, Ancorados, Berres y Riveira. 
En 1842 tenía una población de hecho de 252 personas. En los veinte años que van de 1986 a 2006 la población pasó de 470 a 386 personas, lo cual significó una pérdida del 17,87%.